# 黄仲涛
黄仲涛（1928年—），男，湖北武汉人，中国工业催化剂专家，曾任华南工学院教授、博士生导师。